# Ползучие растения

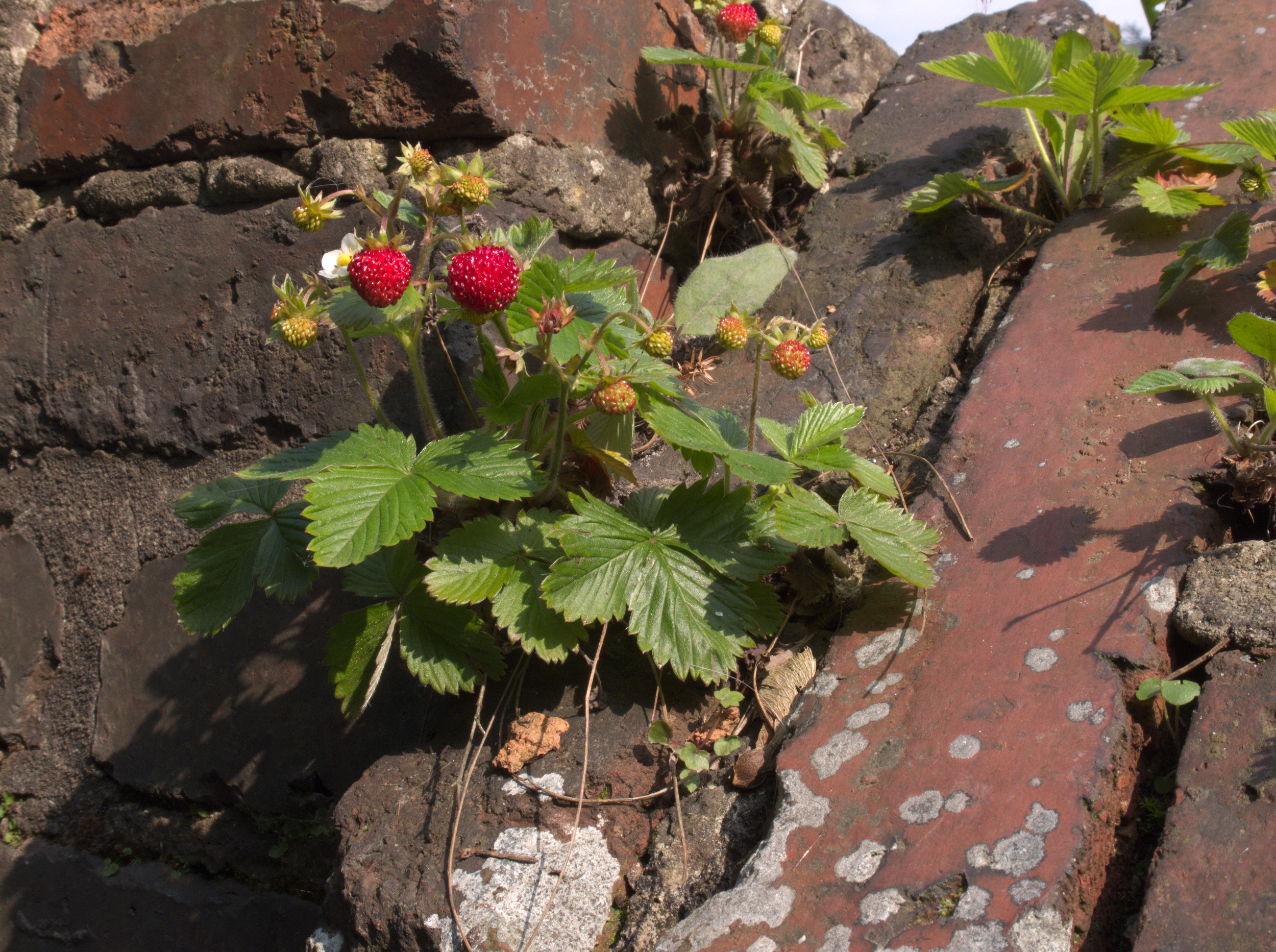
Земляника лесная — типичный представитель ползучих растений. Земляника размножается усами-столонами, которые отмирают после того как дочернее растение укореняется

Ползучие растения — растения, имеющие длинные, тянущиеся по земле и укореняющиеся побеги.

## Биологическое описание
Ползучие растения образуют растущие горизонтально (плагиотропные) побеги — ползучие стебли, способные к вегетативному размножению. Они быстро расселяются, часто угнетая другие виды.
Также к ползучим растениям относят растения с полегающими стеблями, которые изначально растут вертикально (апогеотропно). Побеги вегетативные или генеративные, апогеотропные, но по мере роста полегают на большем протяжении, что и обуславливает «ползучий» облик растения (Veronica officinalis).
Стебель ползучего растения при контакте с субстратом укореняется в узлах, образуя ползучие плети (стебли с короткими междоузлиями) или усы (стебли с короткими междоузлиями).
После укоренения почки развивает розетку листьев.
Все ползучие растения способны к быстрому разрастанию и захвату территории, но, как правило, образуемые ими заросли редкие, рыхлые, слабо противостоят сорнякам. Ползучие растения хорошо произрастают на слабо задернованных почвах, а также на влажных лугах, где они образуют большое число длинных ползучих побегов.

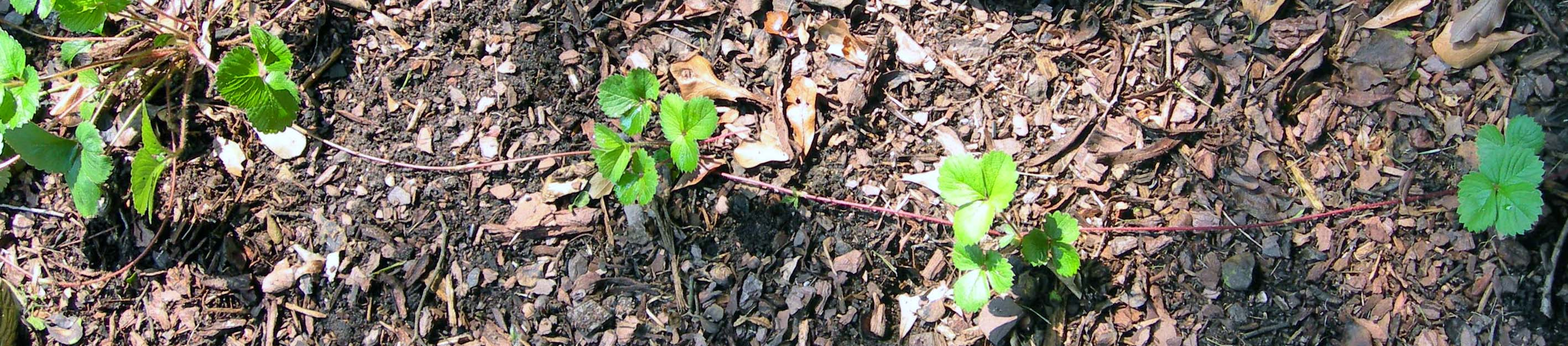
Крупноплодная земляника 'Lipstick' (гибрид Comarum palustre × Fragaria × ananassa) со столонами

Побеги могут быть длительно живущими, например, у барвинка малого, но могут существовать и лишь один сезон (в таком случае их называют столонами), как например, у живучки. При старении ползучие растения восстанавливаются за счет дочерних особей. 

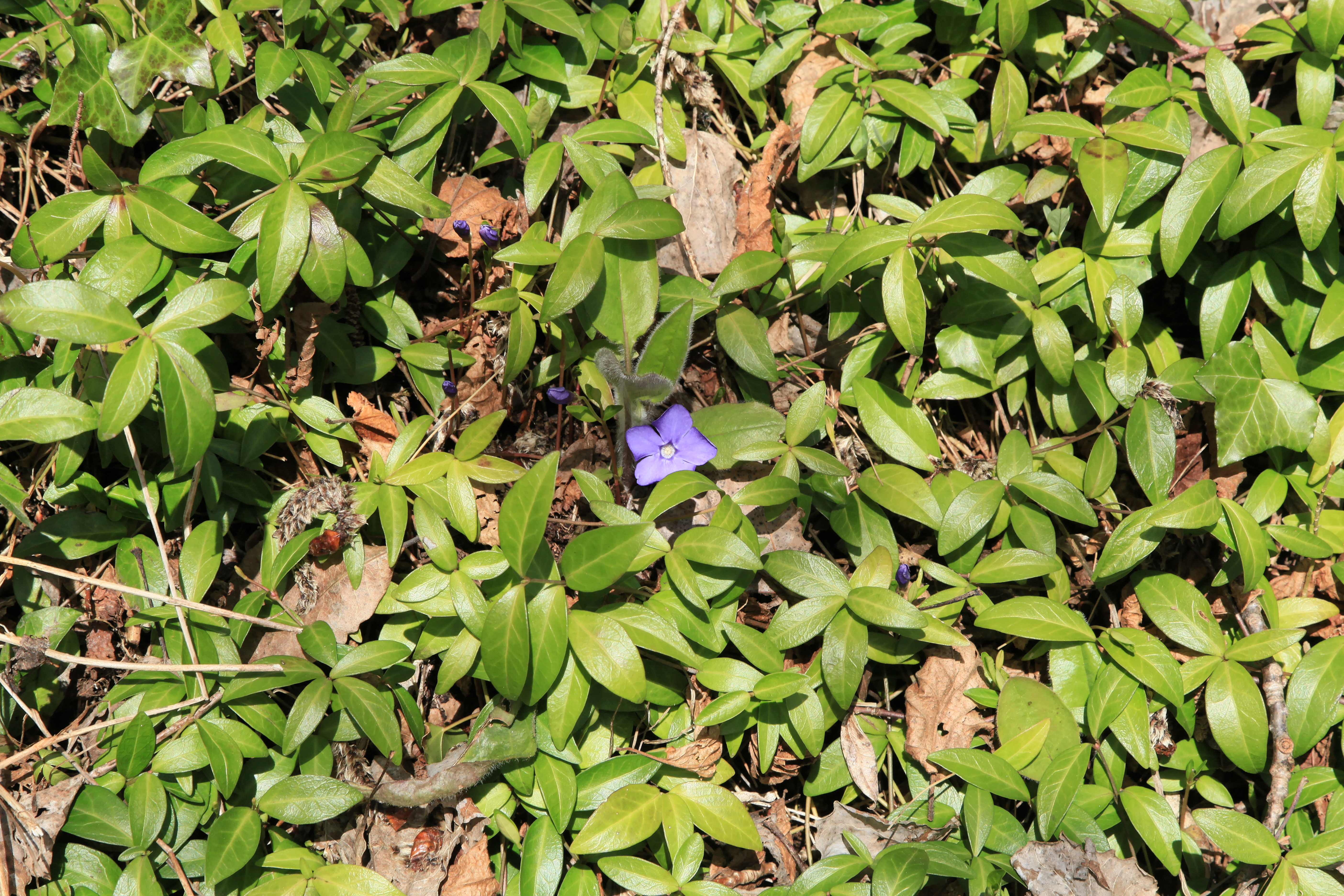
Барвинок малый в Бад-Вильбаде

Среди жизненных форм преобладают травы.

### Стелющиеся растения
В отличие от ползучих стелющиеся растения не образуют придаточных корней и их облиственные или безлистные стебли распростёрты по субстрату (ястребиночка обыкновенная). Стелющиеся стебли встречаются как среди травянистых, так и среди деревянистых растений (кизильник горизонтальный — Cotoneaster saxatile f. horizontale).
Предполагают, что у древесных и кустарниковых растений стелющиеся стебли являются результатом приспособления к неблагоприятным условиям. Много видов со стелющимися стеблями произрастает в субарктических и арктических областях, в горах, а также на океанических побережьях.
У травянистых растений стелющиеся стебли часто образуются при сильном затенении или избыточном увлажнении (лисохвост коленчатый, равный, полевица побегообразующая).

## Использование

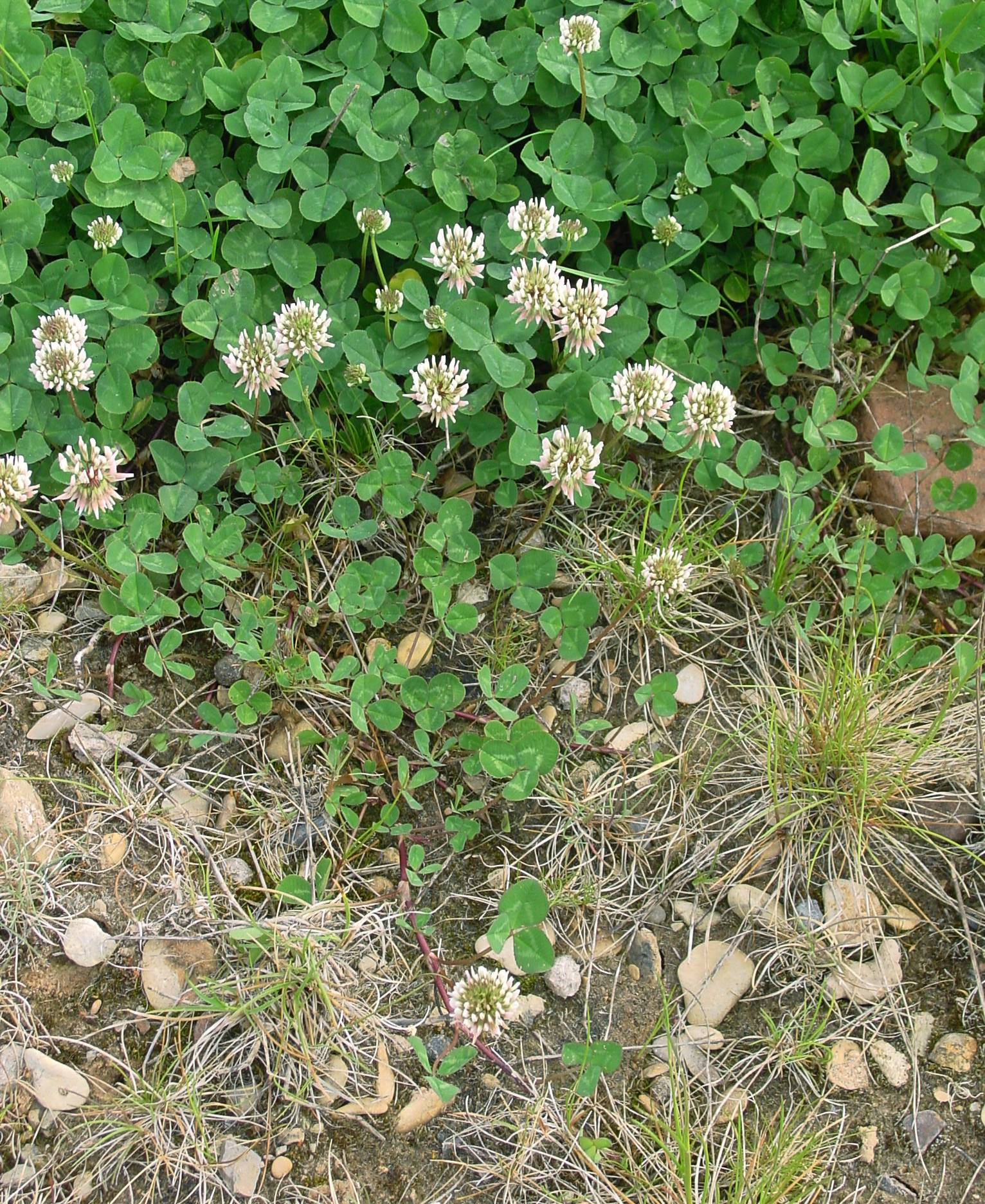
Клевер ползучий — одно из лучших пастбищных и кормовых растений

Ползучие растения применяют в декоративном садоводстве в качестве надпочвенного покрытия, например: вербейник монетчатый, барвинок малый, живучка ползучая, дихондра ползучая (Dichondra repens), седум синий (Sedum cyaneum).
Некоторые виды являются популярными комнатными растениями, их выращивают в контейнерах как ампельные растения. Например, Традесканция висячая, камнеломка плетеносная (Saxifraga stolonifera), фикус карликовый, Церопегия Вуда, Крестовник Роули, Дихондра серебристая и Sedum morganianum.
Некоторые виды подводных ползучих растений используются для выращивания в аквариумах, например, глоссостигма повойничковая (Glossostigma elatinoides) или марсилия четырехлистная (Marsilea quadrifolia).
Некоторые ползучие растения используются как кормовые культуры для скота (клевер) и человека (земляника, клюква, костяника, батат).
Некоторые виды ползучих растений являются сорняками. К ползучим сорнякам относятся лапчатка гусиная, лютик ползучий, будра. Встречаются такие сорняки преимущественно на лугах и пастбищах, а также на сырых, пониженных местах.
Некоторые ползучие растения хорошо закрепляют подверженные эрозии почвы.

## См. также

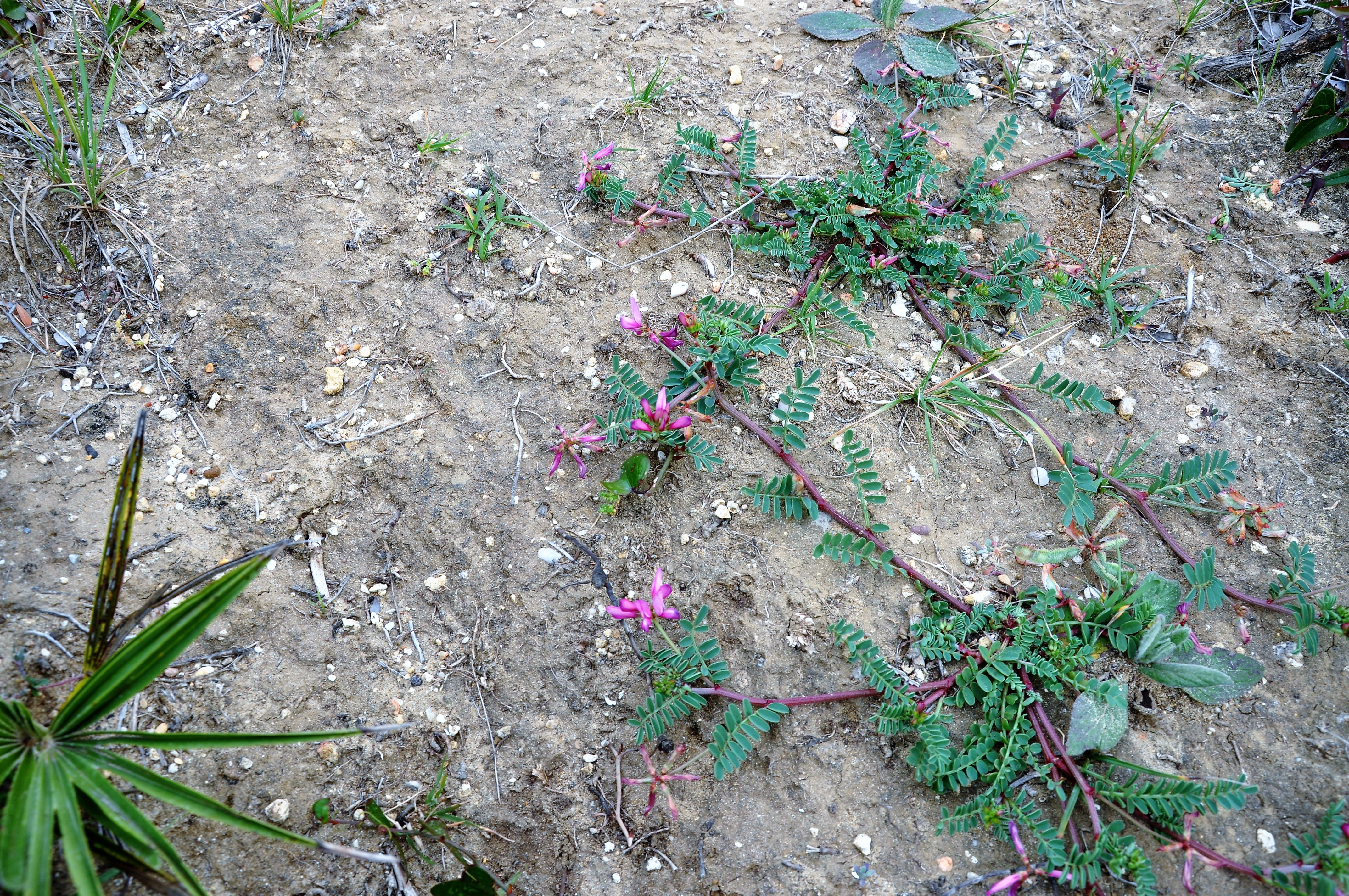
Копеечник колючейший